# Johann Wilhelm Siebel (Politiker, 1709)
Johann Wilhelm Siebel (* 1709 in Elberfeld (heute Stadtteil von Wuppertal); † 5. September 1776 ebenda) war Bürgermeister in Elberfeld.
Siebel wurde als Sohn des Elberfelder Kaufmanns Johann Abraham Siebel (1677–1712) und seiner Frau Anna Maria Teschemacher (1677–1745) geboren und am 16. November getauft. Nach dem frühen Tod seines Vaters heiratete Siebels Mutter erneut. Sie heiratete zwei Jahre später Johann Rütger Wuppermann (1679–1759), der 1730 Bürgermeister war.
Johann Wilhelm Siebel selbst heiratete am 23. Oktober 1731 in Barmen die von dort stammende Anna Margareta Evertsen (1711–1765). Das Paar bekam elf Kinder, von denen drei im Kindesalter starben. Der älteste Sohn Johann Rüttger Siebel war drei Mal Bürgermeister.
Siebel begann wie sein Vater als Kaufmann und war 1741 Gemeinsmann. In den Jahren 1742, 1743, 1746 und 1749 war er Ratsmitglied. Im Jahr darauf wurde er Bürgermeister und 1751 war er damit Stadtrichter. Danach war er 1752, 1754 und 1756 erneut im Rat der Stadt Elberfeld.